# Estação de Boissy-Saint-Léger

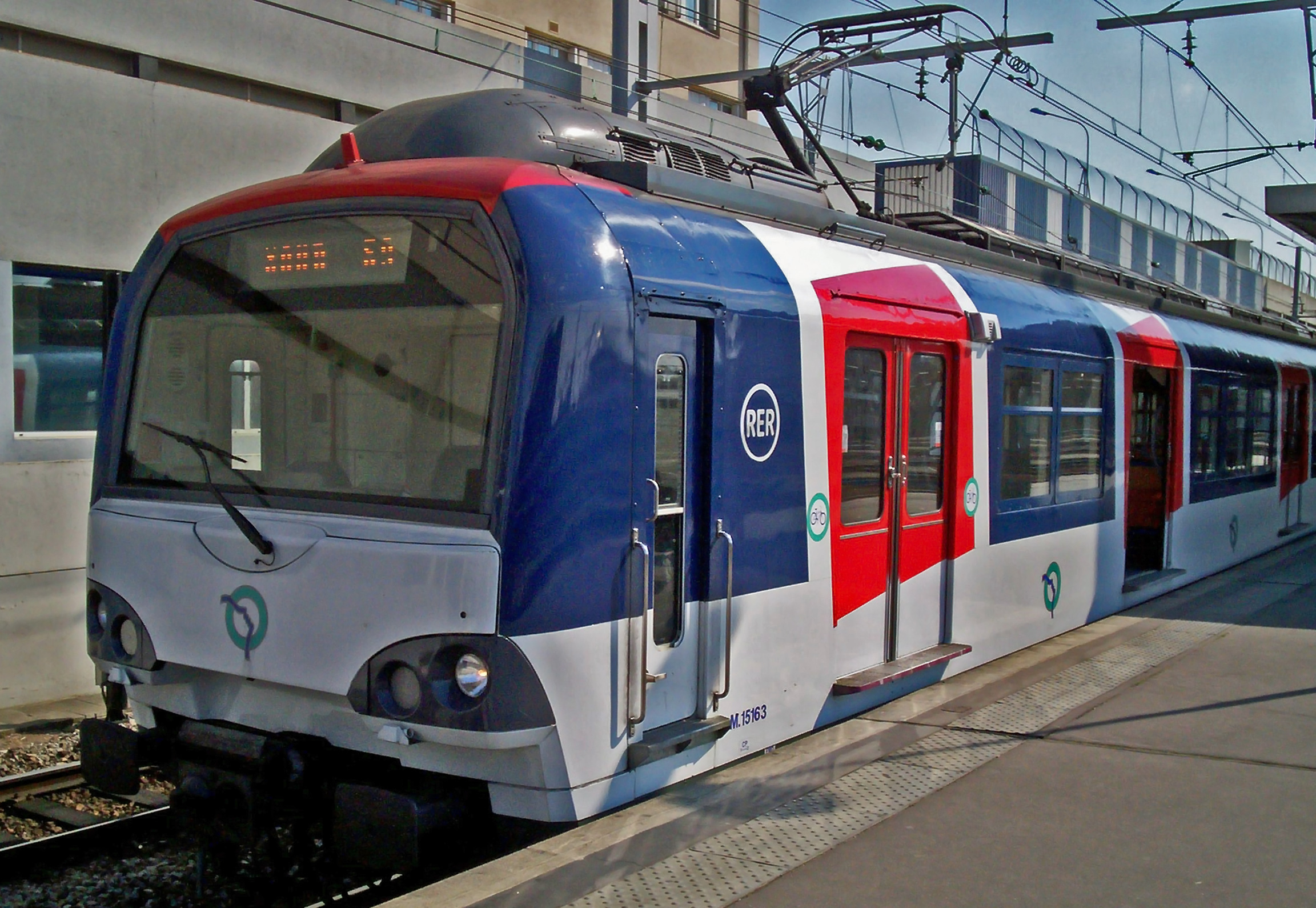
Modelo MS61 original reformado na estação Boissy-Saint-Léger.

A Estação de Boissy-Saint-Léger é uma estação ferroviária francesa na comuna de Boissy-Saint-Léger, no departamento do Vale do Marne, na região da Ilha de França.
É uma estação da Régie Autonome des Transports Parisiens (RATP), servida pelos trens da linha A do RER.

## História
A estação foi inaugurada em 9 de julho de 1874 como o terminal da linha de Paris-Bastille a Marles-en-Brie, também conhecida como linha Vincennes. Quase imediatamente perdeu seu status de terminal após a extensão da referida linha para Brie-Comte-Robert em 1875 e para Verneuil-l'Étang em 1892. Após o abandono do tráfego de passageiros na parte Boissy – Verneuil, a estação torna-se novamente o terminal da linha Vincennes em 18 de maio de 1953.
Foi transformada em estação de metrô regional em 14 de dezembro de 1969, e agora é servido por trens da linha A do RER a partir de 9 de dezembro de 1977 atravessando o ramal A2, do qual é o terminal.
Em 2016, segundo estimativas da RATP, o atendimento anual na estação foi de 2 482 050 passageiros.

### Reestruturação de 2007
A estação foi fechada de 4 a 8 de agosto de 2007, para permitir a instalação de duas novas pontes ferroviárias antes da estação para desvio da Estrada Nacional 19.
A estação foi extensivamente remodelada no ano de 2008: reestruturação do hall de recepção, reabertura da saída para o centro comercial Boissy 2 (fechado desde 2006) e instalação de dois elevadores (um primeiro ao nível do hall principal em direção ao corredor que passa sob as vias, e um segundo sob as vias 2 e 4 para permitir o acesso a essas mesmas vias).
A estação rodoviária foi lançada para o mesmo nível da estação RATP para permitir conexões mais fáceis. Estas obras foram concluídas em 15 de agosto de 2008 (data oficial da inauguração da nova rodoviária).

## Serviço aos passageiros

### Ligação
Desde 10 de dezembro de 2017, o serviço de Boissy-Saint-Léger foi modificado e reforçado.
Fora do horário de pico (tanto na saída quanto na chegada), há:
- um trem a cada oito a doze minutos de segunda a sexta-feira (de e para Cergy-le-Haut);
- um trem a cada dez minutos nos fins de semana e feriados (de e para Saint-Germain-en-Laye).

Em qualquer dia fora do horário de pico, há seis trens por hora.
Nas horas de ponta, o serviço é reforçado (tanto à partida como à chegada) com:
- um trem a cada quatro a sete minutos, ou seja, dez trens por hora, em vez de seis trens anteriormente, durante o período escolar. Os trens são de e para Cergy-le-Haut ou Poissy[3];
- um trem a cada seis minutos no verão e nas férias de fim de ano[4].

Todos os dias, à noite, há um trem a cada quinze minutos, tanto de partida quanto de chegada. Os trens são de e para Cergy-le-Haut ou Poissy, de segunda a sexta-feira; nos fins de semana e feriados, os trens circulam vindo de e com destino para Saint-Germain-en-Laye.

### Intermodalidade
A estação é servida pelas linhas 5 e 6 da rede de ônibus SITUS, pelas linhas 21 e 23 da rede de ônibus Pays Briard, pelas linhas J1 e J2 da rede de ônibus STRAV, pela linha 12 da rede de ônibus Arlequin, pela linha E da rede de ônibus Val d'Yerres Val de Seine e, à noite, pelas linhas N32 e N135 do serviço de ônibus noturno Noctilien.